# Zurab Žvanija
Zurab Žvanija (gruzínsky: ზურაბ ჟვანია) (9. prosince 1963 – 3. února 2005) byl gruzínský politik, od 18. února 2004 až do své smrti byl gruzínský premiér. Šest let vykonával funkci předsedy gruzínského parlamentu.

## Kariéra do roku 2003
Roku 1985 vystudoval Zurab Žvanija na Gruzínské státní univerzitě biologii. Na univerzitě pak pracoval až roku 1992, kdy se začal naplno věnovat politice.
Do politiky vstoupil už v roce 1988, když spoluzakládal gruzínskou Stranu zelených, na jejímž řízení se podílel do roku 1990. Přidal se tak k opozičním politickým silám v Gruzii, které usilovaly o nezávislost. Od roku 1991 byl on i jeho strana v opozici vůči prvnímu postsovětskému prezidentovi Gamsachurdiovi. Po převratu v lednu 1992 se přidal k Ševardnadzeovi a ještě téhož roku vstoupil jako mladý reformátor do jeho strany Svazu občanů Gruzie a byl zvolen do parlamentu. Totéž tehdy učinil například i další budoucí významný politik Michail Saakašvili. V roce 1993 se Žvanija stal generálním tajemníkem Svazu občanů a po vítězství strany ve volbách, které se konaly 25. listopadu, byl jmenován předsedou gruzínského parlamentu. Tuto funkci pak vykonával následujících 6 let a během té doby se stal jedním z nejvlivnějších politiků v zemi.
V roce 2001 se nepohodl s Ševardnadzem, když propukl korupční skandál v jeho vládě, a na protest odstoupil z funkce Předsedy parlamentu. Spolu se Saakašvilim potom opustil i Ševardnadzeovu stranu. V roce 2002 založil novou vlastní stranu Sjednocení demokraté a inicioval dva roky trvající protivládní kampaň.

## Po listopadu2003
Když se 2. listopadu 2003 konaly volby do parlamentu, které byly opozicí i zahraničními pozorovateli označeny za zmanipulované stávající vládou, svolal příznivce své strany a společně s dalšími opozičními vůdci zorganizoval masové protesty proti Ševardnadzemu v Tbilisi a v jiných městech. Po dvou týdnech trvající růžové revoluce se stal dočasným ministrem ve vládě, která měla dovést zemi k předčasným prezidentským volbám, které vyhrál Saakašvili. V Saakašviliho vládě se stal 18. února 2004 už jako zkušený politik předsedou vlády a často zmírňoval radikální tendence některých jejích členů i Saakašviliho samotného.

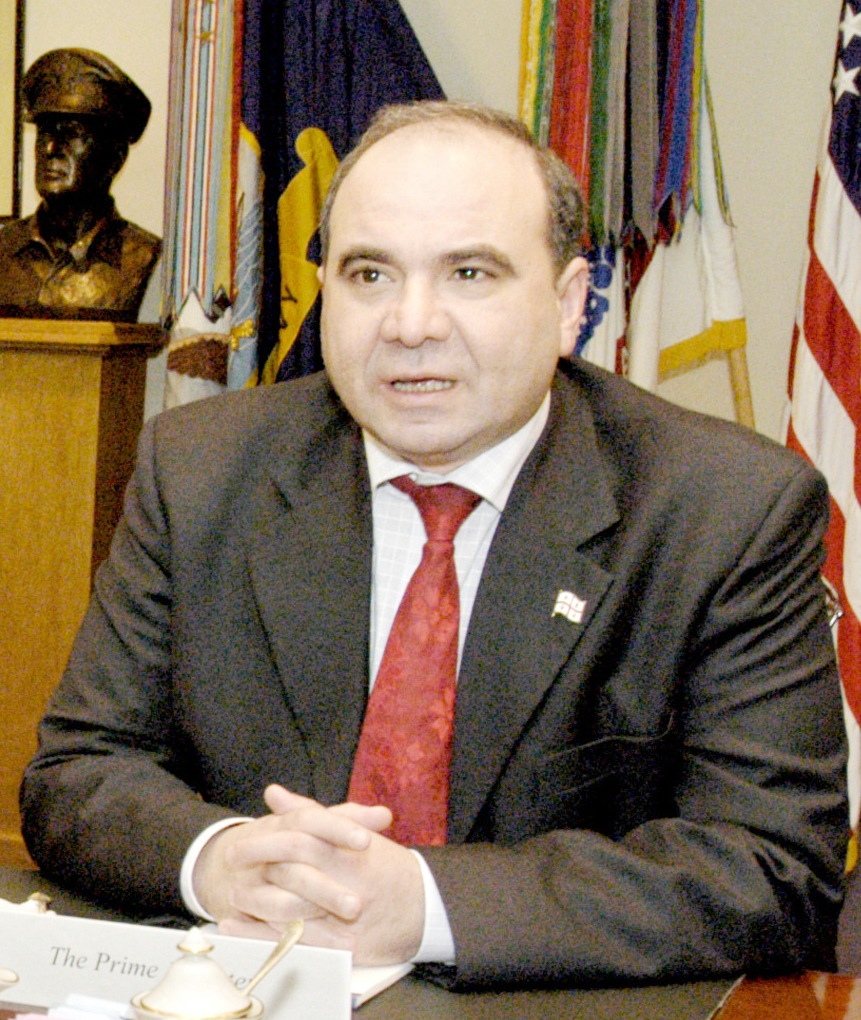

Žvanija během své vlády dokázal urovnat vztahy Gruzie se svými separatistickými oblastmi Jižní Osetií, Adžarií i Abcházií a upevnit územní a politickou celistvost země. Navíc se mu povedlo vylepšit vztahy i se sousedním Ruskem, které byly vždy od vzniku nezávislé Gruzie napjaté. Dokázal tedy vyřešit to, co žádný jeho předchůdce nedovedl. Hlavní roli v jeho úspěchu na poli diplomacie sehrála jeho zkušenost a zásada, že „Teď není čas na to, abychom jeden druhému podsouvali nevyslovené výroky, ukazovali na sebe navzájem prstem či si dokonce otevřeně házeli klacky pod nohy“, jak sám řekl o vztazích s Ruskem.

## Smrt
Zurab Žvanija zemřel brzy ráno dne 3. února 2005 v bytě jeho známého Raula Jusupova, zastupce guvernéra gruzínského kraje Kvemo Kartli, když hráli vrhcáby. Podle oficiální verze Žvania zemřel na následek otravy oxidem uhelnatým, unikajícím z plynového vytápění domu. Jusupov zemřel toho dne také. Jejich ochranka vstoupila do domu až poté, co Žvanija několik hodin nebral telefon. Žvaniju našli mrtvého v křesle a Jusupova v kuchyni. Dohled nad vyšetřováním okolností jejich smrti si vzal na starost sám prezident Saakašvili.
Členové jeho rodiny a blízcí přátelé však tuto oficiální verzi úmrtí zpochybnili. Jeho bratr Goga dokonce veřejně prohlásil, že si je jistý, že Zurab Žvanija byl zavražděn.. Bývalý prezident Ševardnadze si také myslí, že Žvanija byl zavražděn. Pokud by opravdu byl zavražděn, pravděpodobně by za tím stáli jeho političtí odpůrci a někteří lidé, kteří po Růžové revoluci ztratili svou moc a vliv. Žádná z těchto domněnek se ale nepotvrdila a oficiální zprávu o úmrtí potvrdili jak gruzínští, tak ruští a američtí odborníci.
Ihned po jeho smrti se začal hledat nový nástupce, který by pokračoval v Žvanijově práci. Bývalý gruzínský prezident Eduard Ševardnadze prohlásil, že „vychovával Žvaniu jako vlastního syna“, a když jeho nástupce půjde v jeho šlépějích, zemi to jenom prospěje.
Po skončení druhého mandátu Michaila Saakašviliho nová moc v Gruzii i členové Žvanijovy rodiny začali usilovat o znovuotevření případu proto, že s původní oficiální verzí nebyli spokojeni a stále měli podezření, že oba zemřeli na jiném místě a do inkriminovaného domu byli doneseni už mrtví. V domě údajně tehdy nebyly na předmětech vůbec žádné Žvanijovy otisky prstů. V lednu 2014 proto byla nařízena exhumace Žvanijových ostatků. Od března byl Saakašvili úřady neúspěšně vyzýván k podání vysvětlení ohledně okolností Žvanijovy smrti. Od července 2014 je Saakašvili v této věci trestně stíhán.